# Porte du Soleil

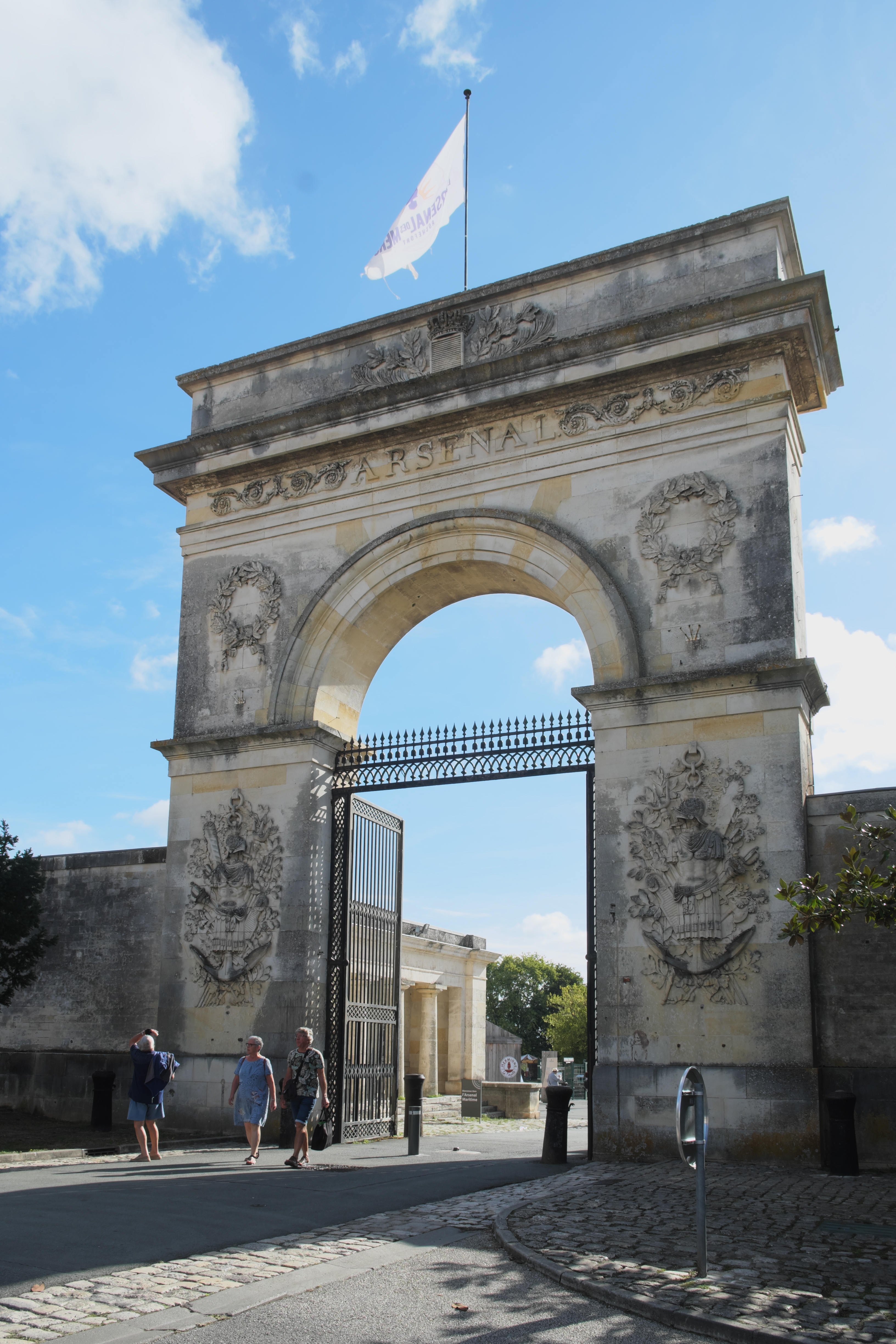
Porte du Soleil in Rochefort (Außenseite)

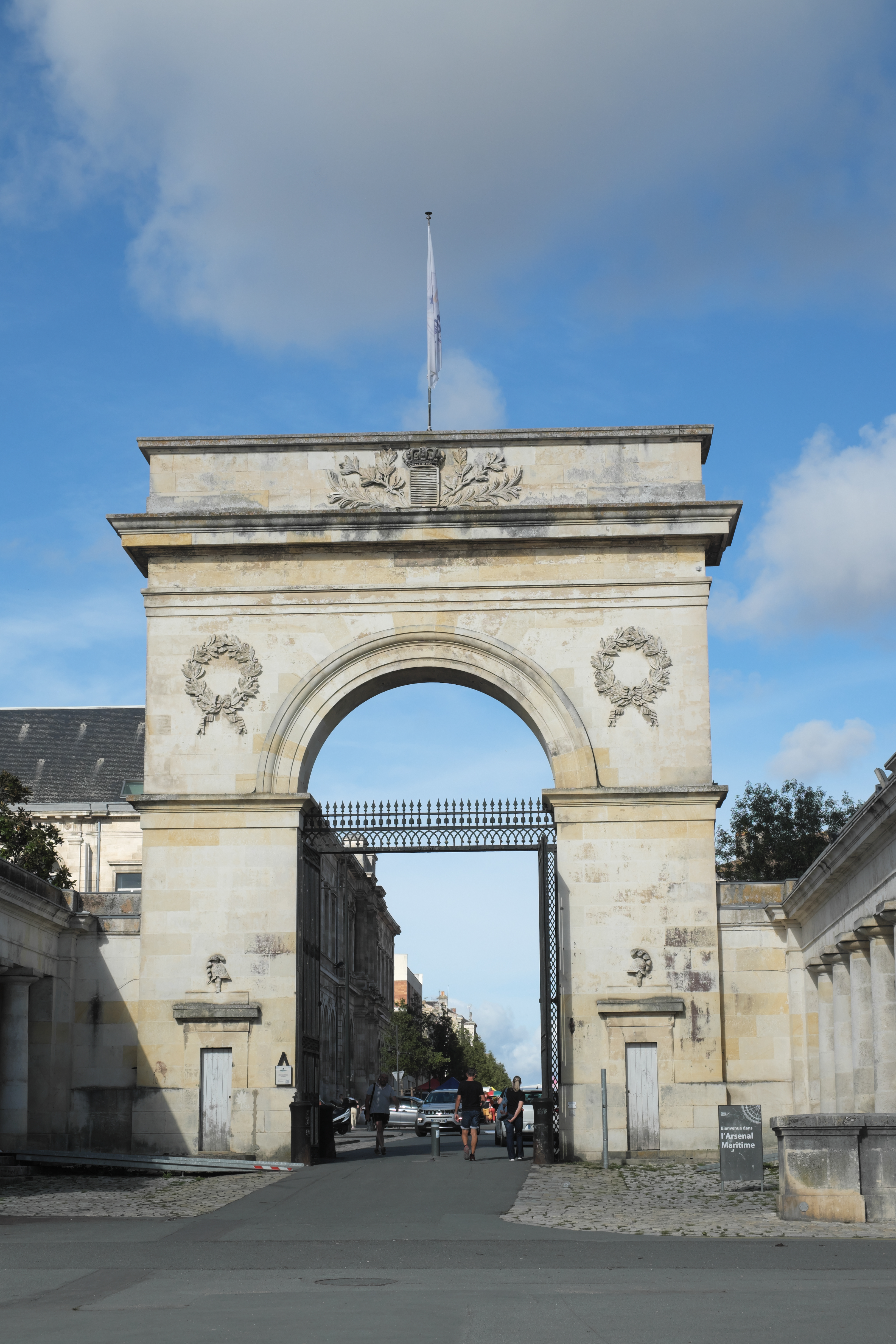
Innenseite

Die Porte du Soleil (deutsch Sonnentor) ist das Haupttor des Arsenals von Rochefort, einer westfranzösischen Stadt im Département Charente-Maritime der Region Nouvelle-Aquitaine. Im Jahr 1928 wurde das Tor als Monument historique (Baudenkmal) klassifiziert.
Der Bau des Tores an der Place de la Galissonnière wurde 1829 unter dem König Karl X. begonnen und erst unter Louis-Philippe I. im Jahr 1831 vollendet. Die Porte du Soleil wurde so genannt, weil die Sonne am 4. März und am 10. Oktober exakt in seiner Achse aufgeht.
An der Außen- und Innenseite ist das prachtvolle Tor aus Kalkstein mit Lorbeerkränzen und anderem Schmuck verziert. Ein großer Rundbogen dient als Eingang.
An der Innenseite sind rechts und links kleine Räume für das Wachpersonal eingerichtet.